# Volleyball Santa Croce
Il Volleyball Santa Croce è una società pallavolistica femminile italiana con sede a Santa Croce sull'Arno. Attualmente milita nel campionato cadetto italiano.

## Storia della società
Fondata nel 1973, dai tornei zonali la società passò presto a disputare competizioni semiprofessionistiche. I primi campionati in Serie B risalgono alla fine degli anni settanta, mentre l'esordio in Serie A2 fu quando, all'inizio della stagione 1985-86, il club acquistò il titolo sportivo del Livorno; l'esperienza fu fugace e si concluse con un'immediata retrocessione.
Dopo anni in Serie B e C, la squadra fece ritorno in B1 nel 2005 e in Serie A2 nel 2007-08, a oltre vent'anni dalla prima esperienza in categoria; a una nuova retrocessione fece seguito, al termine della stagione 2009-10, la terza promozione in seconda serie. Dopo il nono posto del 2010-11, la squadra sta attualmente lottando per un posto nei play-off per la promozione in A1 e si è classificata al terzo posto nella Coppa Italia di A2 2011-12.
I colori sociali della società sono bianco e rosso e, per motivi di sponsorizzazione, disputa i suoi campionati con la denominazione Biancoforno Santa Croce; gioca le gare interne nel principale impianto sportivo della città, il Palasport Giancarlo Parenti.